# Мосхонисийска епархия
Мосхонисийската епархия (на гръцки: Ιερά Μητρόπολη Μοσχονησίων) e титулярна епархия на Цариградската патриаршия. Диоцезът съществува от 1766 до 1922 година със седалище в Мосхос (на турски Алибей) на егейския остров Мосхонисос (на турски Джунда или Алибей). Титлата на епископа е Митрополит на Мосхонисия, ипертим и екзарх на Иди и Егялия (Ο Μοσχονησίων, υπέρτιμος και έξαρχος Αιολίδος).
Митрополията граничи с Дарданелската на север в Мала Азия, с Кидонийската на изток юг и с Митилинската митрополия (Лесбос) на запад.

## История
Мосхонисос е главният остров от островната група от 22 острова Мосхонисия или Айвалъшките острови. Разположен е между малоазайското крайбрежие (Турция) и остров Лесбос (Гърция) и е свързан с крайбрежния град Кидониес (на турски Айвалък) с мост.
Островната група е заселена от еолийски гърци в IX век пр. Хр. В античността е известна като Екатониси (Сто острова). Островите първоначално са в диоцеза на Ефеската митрополия. В 1664 година са подчинени на Митилинската. Преди 1729 година стават патриаршески екзархат. През октомври 1742 година са подчинени на Смирненската митрополия, през февруари 1750 година – на Ефеската и през декември 1760 година – отново на Митилинската. На 30 януари 1766 година е създадена Мосхонисийската епископия, подчинена на Смирненската митрополия. На 19 февруари 1922 година е издигната в митрополия. Гърция окупира района в 1919 година. След разгрома на Гърция в Гръцко-турската война, гръцката армия се изтегля от островите през август 1922 година, но по-голямата част от православното население остава. То е евакурано от османските части на континента и избито на 15 септември 1922 година.

## Епископи (до 19 февруари 1922) и митрополити
| Име           | Име          | Управление                             | Забележка                                                        | Години      |
| ------------- | ------------ | -------------------------------------- | ---------------------------------------------------------------- | ----------- |
| 1. Гавриил    | Γαβριήλ      | 4 април 1766 - ноември 1767            | в янински м.                                                     | ? – 1785    |
| 2. Кирил I    | Κύριλλος     | март 1768 – 1794 †                     |                                                                  | ? – 1794    |
| 3. Паисий I   | Παίσιος      | октомври 1794 - септември 1800         | във варненски м., екзекутиран от османците през май 1821 г.      | ? – 1821    |
| 4. Дионисий   | Διονύσιος    | юли 1800 – 1818 †                      |                                                                  | ? - 1818    |
| 5. Вартоломей | Βαρθολομαίος | 1820 - юни 1821                        | подал оставка, по-късно кинeтски е.                              | ? – 1865    |
| 6. Калиник    | Καλλίνικος   | февруари 1832 - 1842                   | от аврелиополски т.е. (януари 1832)                              | 1786 - 1891 |
| 7. Мелетий    | Μελέτιος     | 1842 – юни 1855                        | уволнен                                                          |             |
| 8. Кирил II   | Κύριλλος     | юни 1855 – 27 март 1872 †              |                                                                  | 1805 – 1872 |
| 9. Паисий II  | Παίσιος      | 29 март 1872 – 11 август 1882 †        |                                                                  | ? – 1882    |
| 10. Яков      | Ιάκωβος      | 25 август 1882 - август 1897 †         | от амфиполски т.е. (12 юни 1875)                                 | ? – 1897    |
| 11. Неофит    | Νεόφυτος     | 11 септември 1897 - 27 април 1906      | във варненски м.                                                 | 1862 – 1931 |
| 12. Никодим   | Νικόδημος    | 23 май 1906 - 8 декември 1911          | от авидоски т.е. (14 април 1892), в мраморноостровен м.          | ? – 1920    |
| 13. Диодор    | Διόδωρος     | 26 януари 1912 – 30 март 1913          | в камбанийски е.                                                 | ? – 1944    |
| 14. Фотий     | Φώτιος       | 30 април 1913 – 19 февруари 1922       | по-рано камбанийски е., подава оставка, октомври 1930 †          | 1871 – 1930 |
| 15. Амвросий  | Αμβρόσιος    | 19 февруари 1922 - 15 септември 1922 † | от ксантуполски т.е. (6 юли 1913), екзекутиран от турската армия | 1872 – 1922 |
| 16. Апостол   | Απόστολος    | 4 септември 2000 - 29 август 2011      | от агатоникийски т. м., в. деркоски м.                           | 1952 –      |
| 17. Кирил     | Κύριλλος     | 9 март 2020 - 26 май 2025 †            | от имброски и тенедоски м.                                       | 1942 - 2025 |